# Marcin Jakubowski (grafik)
Marcin Jakubowski (ur. 5 marca 1979 w Braniewie) – polski scenograf, grafik komputerowy i ilustrator.

## Życiorys
Urodził się w Braniewie. Tam uczęszczał do Szkoły Podstawowej nr 1 (od 1997 Szkoła Podstawowa nr 6), następnie do Liceum Ogólnokształcącego im. Feliksa Nowowiejskiego. Po jego ukończeniu studiował w Gdańsku i tam zamieszkał. Ukończył zarządzanie ze specjalnością informatyczną na Wydziale Informatyki i Ekonometrii Uniwersytetu Gdańskiego. Jako grafik cyfrowy jest samoukiem, swoje pierwsze kroki stawiał przy pomocy komputera Commodore 64.
Jest współtwórcą świątecznego, komediowego filmu animowanego Klaus, który został nagrodzony m.in. siedmioma nagrodami Annie przyznawanymi za osiągnięcia w kategorii filmów animowanych. Za ten film zdobył także indywidualnie statuetkę Annie za scenografię do animacji. 
Klaus jest filmem animowanym w sposób tradycyjny (technika 2D). Poszczególne klatki animacji postaci są rysowanie ręcznie przez animatorów, w odróżnieniu od techniki 3D, gdzie postaci są modelami wygenerowanymi za pomocą programów komputerowych i poruszane w przestrzeni dzięki wirtualnym szkieletom.
W tradycyjnym podejściu do animacji 2D animowana postać jest obrysowana liniami, a jej kolory są jednolite, co daje efekt płaskiej ilustracji. Twórcy filmu opracowali specjalny program, który odpowiada za światło i cień w animacji 2D, który imituje oświetlenie w technice 3D. Odpowiada za oświetlanie płasko narysowanych postaci poprzez wykorzystanie wielu animowanych przez artystów warstw symulujących wybrane aspekty światła takie jak „światło kluczowe”, „światło dopełniające”, „światło odbite”, „refleksy źródła światła”, „rozproszone światło podpowierzchniowe” (zabarwione na czerwono światło przechodzące przez tkanki ucha czy palców) itp. Zastosowanie takiego podejścia pozwoliło na stworzenie wrażenia przestrzenności animowanych postaci oraz dokładnego ich wpasowania w oświetlenie zastosowane w scenografii.
Technika ta została opracowana przez polskiego ilustratora i grafika Marcina Jakubowskiego. Zastosował on swoje rozwiązanie przy produkcji dwuipółminutowej próbki Klausa z 2015 roku. Przy produkcji pełnego metrażu narzędzie udoskonalono dzięki pomocy Anaël'a Seghezzi'ego z francuskiego studia Les Films Du Poisson Rouge. Klaus jest pierwszym filmem wykorzystującym tę technikę.